# Friendly Beaches
Friendly Beaches is een landelijke plaats in het Local Government Area van Glamorgan-Spring Bay in de zuidoostelijke regio van de Australische deelstaat Tasmanië. De plaats ligt hemelsbreed ongeveer 23 kilometer ten noordoosten van de stad Swansea. Volgens de volkstelling van 2016 had Friendly Beaches toen 10 inwoners.

## Geografie
Friendly Beaches is een geregistreerde plaats.
De oostelijke grens van Friendly Beaches is de Tasmanzee. Het natuurgebied "Friendly Beaches Reserve" ligt binnen het grondgebied.

## Verkeer en vervoer

### Wegeninfrastructuur
De C302-route (Coles Bay Road) begint in het noordwesten bij de A3 en loopt door Friendly Beaches naar het zuidwesten, waar hij eindigt bij het Nationaal park Freycinet.

### Luchtvaart
Friendly Beaches heeft een airstrip van 1000 meter lengte en 5 meter breedte.